# Neq Miecz
Neq Miecz (tyt. oryg. Neq the Sword) – trzecia i ostatnia część cyklu książek Krąg Walki autorstwa Piersa Anthony’ego.

## Fabuła
Głównym bohaterem tej części jest mistrz miecza Neq Miecz. Który niegdyś był wielkim wojownikiem, ale w czasach gdy przestały się liczyć honorowe zasady kręgu postanawia ratować sytuację. Zostaje przez to wystawiony na ciężką próbę.